# アルファベット順

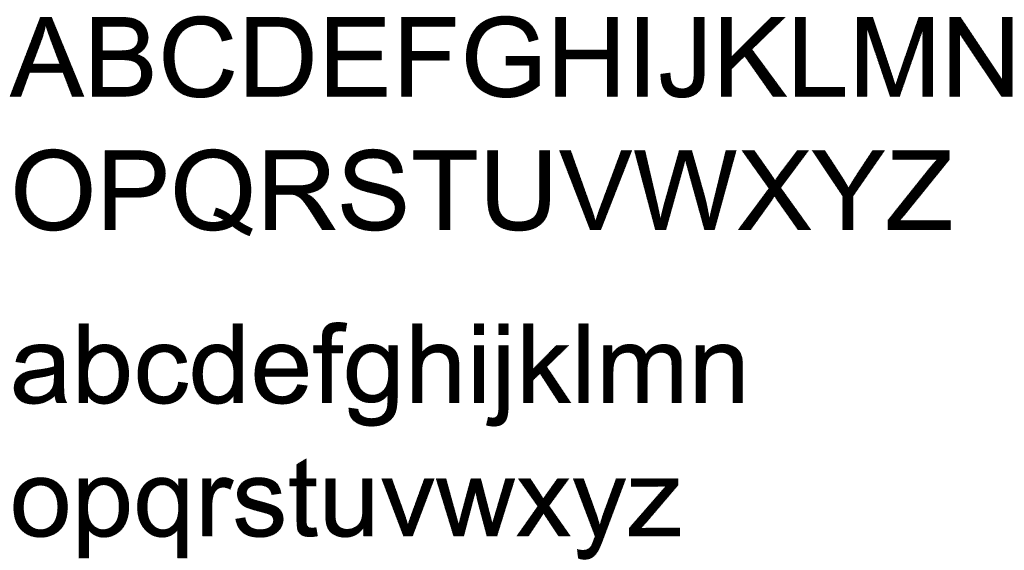
サンセリフ体のラテン文字のアルファベット順

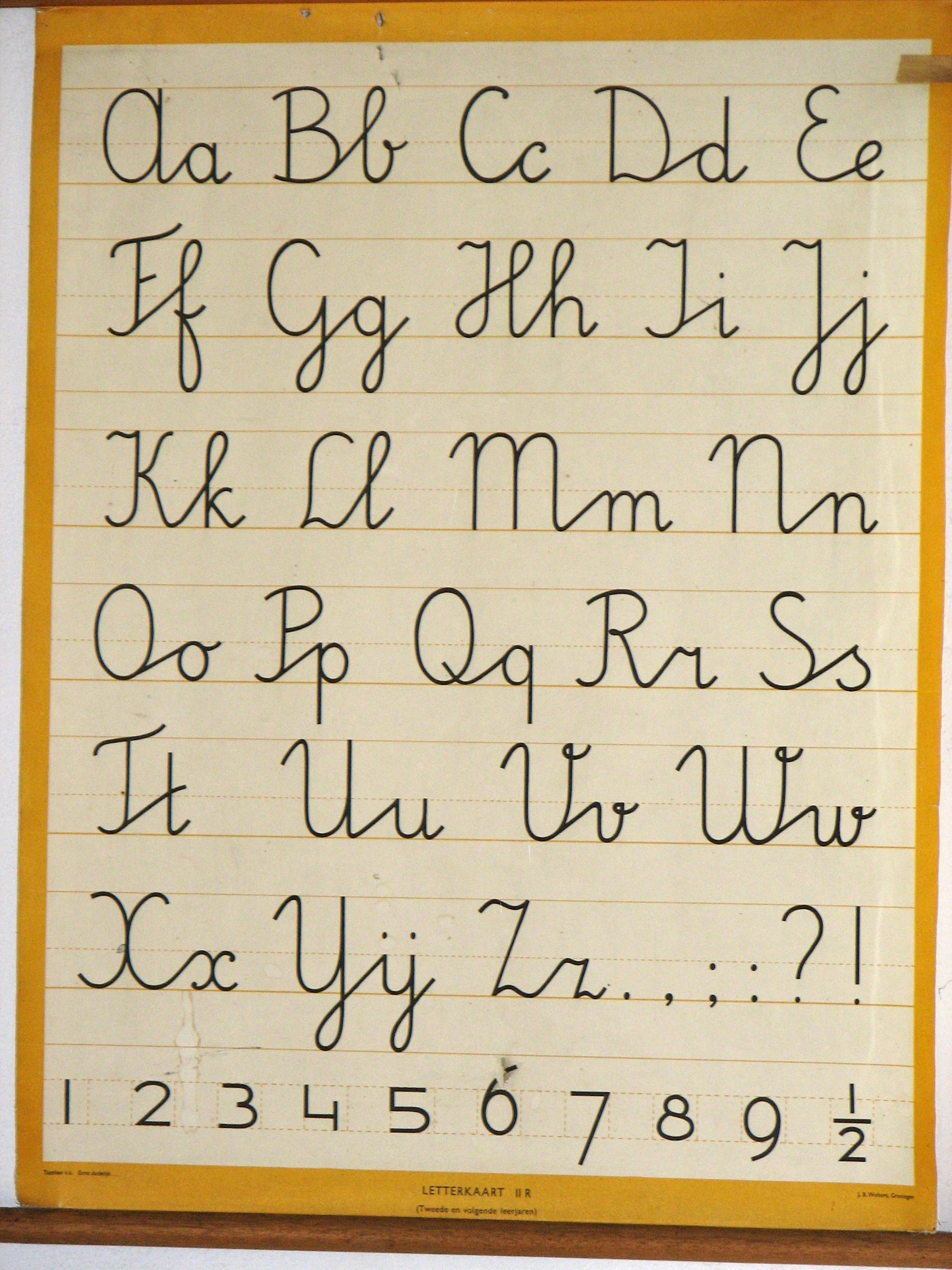
筆記体のラテン文字のアルファベット順

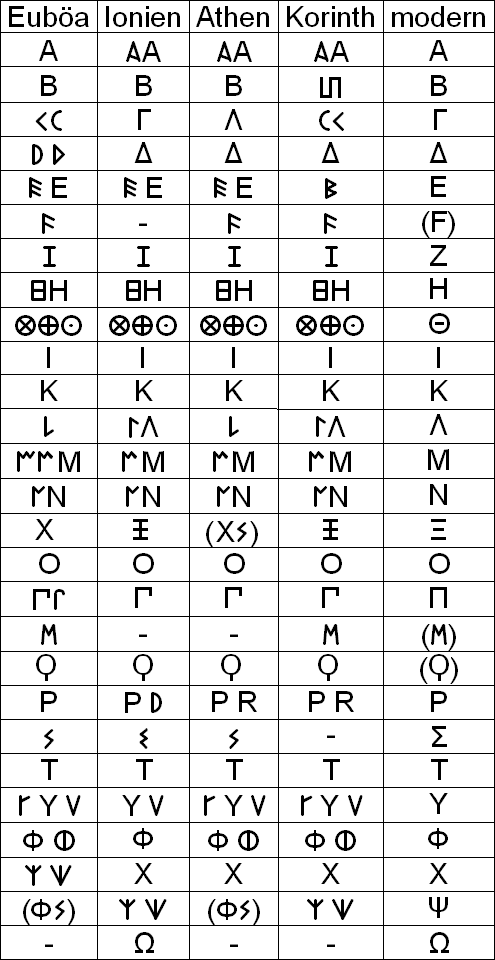
ギリシア文字のアルファベット順

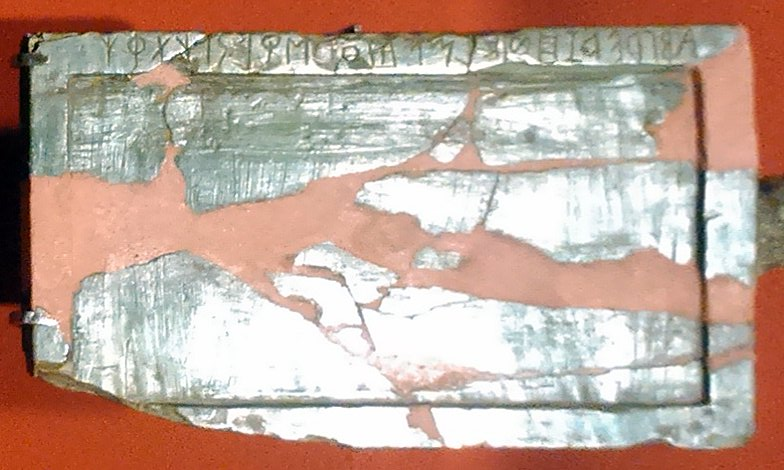
マルシリアーナのエトルリア文字のアルファベット表

アルファベット順（英語: Alphabetical order）とは、複数の文字列を、アルファベットの順によって並べたものである。
アルファベット（英: alphabet）は、表音文字のうちの音素文字の一種で、学術的には一つ一つの文字が原則としてひとつの子音もしくは母音という音素を表すものを指し、ラテン文字、ギリシア文字、キリル文字などが含まれる。
アルファベットは、言語により、各文字の順序が伝統的に決まっていることが多い。ただし同じ文字でも、言語によって順序が異なる場合がある。
ただし、音素文字もしくは表音文字の文字順を指してアルファベットと呼ぶことも少なくない。例えば、英語の「alphabet」の用例として、ハングルをKorean alphabetと呼び、日本語の仮名をJapanese alphabetと呼ぶことがあるため、これらの文字順もアルファベット順と呼ばれる場合がある。(近代オリンピック#開会式)
日本においては「アルファベット順」の語は、世界でもっとも広く通用している代表的なアルファベットであるラテン文字（ローマ字）の順番を指すことが多い。
ラテン文字の順番を指す場合は、ABC順とも言う。
ラテン文字を唱えるときにはダイアクリティカルマークの付いた文字や合字をアルファベットの最後に並べるのが通例の言語であっても、アルファベット順に文字列を並べるときにはダイアクリティカルマークを無視したり、合字を分割して考えたりするものが多い。合字についての特殊な例外にオランダ語があり、その一部で順序が一定しない。

## 索引
書籍に索引がある場合、ラテンアルファベット順にするのはごく普通に見られる。日本語の書籍では、索引は五十音順とするのが普通であるが、科学書などでは日本語表記の語についてもラテンアルファベット順とする例がある。専門用語に外来語が多い場合にはこれも有効であり、日本語の用語はローマ字表記した際のアルファベット順で組み込むことが可能である。ただし、日本語のローマ字にはゆれ（訓令式、ヘボン式、長母音の表記法等）があるため、ややこしくなる例もある。
アルファベット順では、まず文字列の1字目を比べて、その文字の順序が先であるか後であるかによって、文字列同士の順序を決定する。もし1字目が同じであれば、2字目を比べ、その文字の順序が先であるか後であるかによって、文字列同士の順序を決定する。このとき、どちらかに2字目がなければ（1字の文字列であれば）そちらが先になる。2字目も同じであれば同様に3字目を、3字目も同じであれば同様に4字目を、というように比べて、順序を決定する。（辞書式順序を参照）